# DPEP1
DPEP1 (англ. Dipeptidase 1) – білок, який кодується однойменним геном, розташованим у людей на короткому плечі 16-ї хромосоми. Довжина поліпептидного ланцюга білка становить 411 амінокислот, а молекулярна маса — 45 674.
| 10         |  | 20         |  | 30         |  | 40         |  | 50         |
| ---------- |  | ---------- |  | ---------- |  | ---------- |  | ---------- |
| MWSGWWLWPL |  | VAVCTADFFR |  | DEAERIMRDS |  | PVIDGHNDLP |  | WQLLDMFNNR |
| LQDERANLTT |  | LAGTHTNIPK |  | LRAGFVGGQF |  | WSVYTPCDTQ |  | NKDAVRRTLE |
| QMDVVHRMCR |  | MYPETFLYVT |  | SSAGIRQAFR |  | EGKVASLIGV |  | EGGHSIDSSL |
| GVLRALYQLG |  | MRYLTLTHSC |  | NTPWADNWLV |  | DTGDSEPQSQ |  | GLSPFGQRVV |
| KELNRLGVLI |  | DLAHVSVATM |  | KATLQLSRAP |  | VIFSHSSAYS |  | VCASRRNVPD |
| DVLRLVKQTD |  | SLVMVNFYNN |  | YISCTNKANL |  | SQVADHLDHI |  | KEVAGARAVG |
| FGGDFDGVPR |  | VPEGLEDVSK |  | YPDLIAELLR |  | RNWTEAEVKG |  | ALADNLLRVF |
| EAVEQASNLT |  | QAPEEEPIPL |  | DQLGGSCRTH |  | YGYSSGASSL |  | HRHWGLLLAS |
| LAPLVLCLSL |  | L          |  |            |  |            |  |            |

A: Аланін

C: Цистеїн

D: Аспарагінова кислота

E: Глутамінова кислота

F: Фенілаланін

G: Гліцин

H: Гістидин

I: Ізолейцин

K: Лізин

L: Лейцин

M: Метіонін

N: Аспарагін

P: Пролін

Q: Глутамін

R: Аргінін

S: Серин

T: Треонін

V: Валін

W: Триптофан

Кодований геном білок за функціями належить до гідролаз, протеаз, металопротеаз. 
Білок має сайт для зв'язування з іонами металів, іоном цинку. 
Локалізований у клітинній мембрані, мембрані, клітинних відростках.